# 比杰伊普尔
比杰伊普尔（Bijeypur），是印度中央邦Sheopur县的一个城镇。总人口14555（2001年）。

## 人口
该地2001年总人口14555人，其中男性7954人，女性6601人；0—6岁人口2674人，其中男1462人，女1212人；识字率55.76%，其中男性为66.71%，女性为42.57%。